# Thrymskvida
Die Þrymskviða („Lied von Thrymr“) oder auch Hammersheimt („Heimholung des Hammers“) ist ein altnordisches Götterlied der Lieder-Edda des Codex regius. Inhaltlich wird in 32 Strophen im Versmaß Fornyrðislag der Diebstahl des Thorhammers Mjölnir durch den Riesen Thrymr geschildert und wie Thor, als Braut verkleidet, seinen Hammer zurück erlangt. Die Handlung ist geprägt durch einen burlesken, schwankhaften Stil, in dem die Protagonisten Thor, Thrymr und Loki überzeichnet agieren. Der Stoff des Lieds gehört zur Sorte der Thorsmythen innerhalb der mythologischen Dichtungen der altnordischen Literatur.
Aufgrund der fehlenden Rezeption der Figur des Riesen Thrymr im Korpus des übrigen nordischen mythologischen Schrifttums wie in der Skaldik und besonders durch das Fehlen bei Snorri Sturluson (Prosa-Edda), wird das Lied eher spät auf das ausgehende 12. bis anfängliche 13. Jahrhundert datiert. Jan de Vries führt alternativ die Möglichkeit an, dass die fehlende Rezeption in den Quellen isländischer Herkunft (Snorri) darauf deuten kann, dass das Lied nicht in Island entstand und daher dort erst spät Bekanntheit erlangte. Größere Popularität und Rezeption in Form von Balladen- und Volksliedbearbeitungen erfuhr das Lied in Skandinavien seit dem 15. Jahrhundert.
Als Antipode Thors raubt Thrymr dessen attributiven Hammer. Thrymr schlägt Loki vor, Mjölnir einzutauschen, wenn Freyja Thrymr heiraten würde. Thor geht zum Schein auf den Handel ein: Er verkleidet sich als Freyja und zieht zusammen mit dem als seine Dienerin kostümierten Loki zur Eisriesenfestung. Thrymr reagiert misstrauisch, wird jedoch von Loki wiederholt beruhigt. So ist Thrymr darüber bestürzt, dass die „Braut“ – der verkleidete Thor – beim Hochzeitsmahl einen ganzen Ochsen sowie acht Lachse verdrückt und drei Fässer Met trinkt, welches Verhalten Loki damit erklärt, dass die vermeintliche Freyja vor Aufregung acht Tage keine Nahrung zu sich genommen habe. Durch die (Über)Redekunst Lokis wird Thrymr dazu bewogen, den Hammer der „Braut“ zu überreichen. Sobald Thor seinen Hammer wieder in den Händen hält, tötet er umgehend alle anwesenden Riesen der Familie Thrymrs. Thrymr ist einer der Erschlagenen.